# Le Coq (Chagall)
Pour les articles homonymes, voir Le Coq (homonymie).
Pour son tableau de 1928, voir Sur le coq.
Le Coq est un tableau réalisé par le peintre français Marc Chagall en 1947. Cette huile sur toile de lin représente un coq une patte posée sur une palette d'où s'échappe une femme en tenue de mariée. Partie des collections du musée national d'Art moderne, à Paris, elle est conservée en dépôt au musée des Beaux-Arts de Lyon, à Lyon, depuis le 3 octobre 1990.